# Miklós Nagy
Miklós Nagy, també esmentat com Niculae Nagy o Edmund Nagy, (1918) fou un futbolista romanès de la dècada de 1930, d'ascendència hongaresa.
Disputà amb la selecció de futbol de Romania el Mundial de 1938, però no arribà a debutar amb l'equip. Pel que fa a clubs, defensà els colors del Crişana Oradea.